# Law & Order (seizoen 15)
Dit artikel vat het vijftiende seizoen van Law & Order samen.

## Hoofdrollen
- Dennis Farina - hoofdrechercheur Joe Fontana
- Jesse L. Martin - rechercheur Ed Green
- S. Epatha Merkerson - inspecteur Anita Van Buren
- Sam Waterston - eerste hulpofficier van justitie Jack McCoy
- Elisabeth Röhm - hulpofficier van justitie Serena Southerlyn (aflevering 1 tot en met 13)
- Annie Parisse - hulpofficier van justitie Alexandra Borgia (aflevering 14 tot en met 24)
- Fred Thompson - officier van justitie Arthur Branch

## Terugkerende rollen
- Selenis Leyva - rechercheur Rivera
- Michael Imperioli - rechercheur Nick Falco
- Leslie Hendrix - dr. Elizabeth Rodgers
- Peter McRobbie - rechter Walter Bradley
- Robert Hogan - rechter Hugo Bright
- Merwin Goldsmith - rechter Ian Feist

## Afleveringen
| Aflevering | Titel               | Regisseur          | Schrijver                                 | Uitzenddatum      | Selectie gastrollen |
| --- | ------------------- | ------------------ | ----------------------------------------- | ----------------- | --- |
| 1. | Paradigm            | Matthew Penn       | Dick Wolf                                 | 22 september 2004 | Ron Silver - Bernie Adler Michael Bloomberg - zichzelf Robert John Burke - Milton Danbury Sarita Choudhury - Nadira Harrington Randall Newsome - Jeff Harrington                                        |
| Wanneer een oorlogsveteraan van de Irakoorlog wordt vermoord gaan Green, en zijn nieuwe partner, Fontana op onderzoek uit. Zij ontdekken dat het slachtoffer foto's in bezit had van de misstanden in de Abu Ghraib-gevangenis in Irak. Zij verdenken een Iraakse vrouw, die nu de Amerikaanse nationaliteit bezit, van de moord omdat haar broer een slachtoffer is van de misstanden in de Abu Ghraib-gevangenis. Voor de rechter verklaart zij dat zij een oorlogsslachtoffer is. |                     |                    |                                           |                   | |
| 2. | The Dead Wives Club | David Platt        | Nick Santora                              | 22 september 2004 | Michele Santopietro - Lisa Turro Roma Maffia - Vanessa Galiano Joseph Murphy - Ed McClean Amy Carlson - Collette Connolly J.K. Simmons - dr. Emil Skoda                                                 |
| Wanneer een vrouw overlijdt na een val van een veerboot gaan Green en Fontana op onderzoek uit. Eerst wordt er gedacht dat het een ongeluk was maar al snel zeggen de bewijzen dat er opzet in het spel is. Het slachtoffer was een weduwe van een brandweerman die gesneuveld is bij de aanslagen op 11 september 2001 en had nu een relatie met een collega van haar man. Deze man had zijn vrouw voor haar verlaten en nu verdenken de rechercheurs haar van de moord. Als de vrouw voor het gerecht wordt gedaagd, verklaart zij dat posttraumatische stressstoornissen van de aanslagen haar tot de moord hebben aangezet.                 |                     |                    |                                           |                   | |
| 3. | The Brotherhood     | Jean de Segonzac   | Wendy Battles Alfredo Barrios jr.         | 29 september 2004 | Giancarlo Esposito - Rodney Fallon Gary Basaraba - John Patrick Worley Chance Kelly - Kyle Marsden Vincent Laresca - Feo Ruiz Daniel von Bargen - Cooper Candice Bergen - rechter Amanda Anderlee       |
| Wanneer een net vrijgelaten gevangene wordt vermoord op straat gaan Green en Fontana op onderzoek uit. Zij komen tot de ontdekking dat het slachtoffer in de gevangenis bij een racistische bende zat, en deze bende had een opdracht tot moord op een gevangenisbewaker uitgevaardigd. De rechercheurs denken dat de bewaker het slachtoffer heeft vermoord voordat hij hem kon vermoorden. Als de rechtszaak begint tegen de bewaker krijgt de rechter een doodsbedreiging van de bende, hij geeft hier niet aan toe en gaat door met zijn werk. Als de rechtszaak voorbij is ontdekt McCoy dat de angst bij de bewaker misschien wel klopte. |                     |                    |                                           |                   | |
| 4. | Coming Down Hard    | Richard Dobbs      | Davey Holmes                              | 6 oktober 2004    | Boyd Gaines - James Rillard Philip Goodwin - dr. Russell Toomey Amy Hohn - Laura Dixon Peter Strauss - dr. Paul Cedars Boris McGiver - Hjalmar Forskerskoler Michael Mulheren - rechter Harrison Taylor |
| Wanneer er twee studenten overlijden worden Green en Fontana op deze zaak gezet. Zij gaan eerst uit van zelfmoord, maar ontdekken dan dat de twee meededen aan een medicijnentest en daaraan overleden zijn. De directeuren van het bedrijf dat de medicijnen maakte worden nu aansprakelijk gesteld voor de dood. De directeuren, dat deze test financierde, wisten dat er risico's aan de test waren verbonden en wilde het onderzoek in een doofpot stoppen. |                     |                    |                                           |                   | |
| 5. | Gunplay             | Constantine Makris | William N. Fordes Lois Johnson            | 20 oktober 2004   | Isiah Whitlock jr. - Gordon Samuels Suzette Gunn - Luisa Valenzuela Mustafa Shakir - Preston Hubbard Wendell Pierce - Roger Porter Tom Mardirosian - rechter Fischer                                    |
| Wanneer twee undercover agenten vermoord worden in een wapenkoop op de zwarte markt gaan Green en Fontana op onderzoek uit. Zij arresteren een verdachte en McCoy wil hem voor de rechter brengen. McCoy kan een connectie leggen tussen de verdachte en zijn advocaat, het betreft een aanslag jaren geleden van de slachtoffers op de stiefzoon van de advocaat en betaalde de verdachte om zijn stiefzoon te wreken. |                     |                    |                                           |                   | |
| 6. | Cut                 | Richard Dobbs      | Wendy Battles                             | 27 oktober 2004   | Carolyn McCormick - dr. Elizabeth Olivet Bruce Altman - dr. Alvin Lawrence Mark Nelson - dr. Stuart Barton Roxanna Hope - Angela Gusmarino                                                              |
| Wanneer een schrijfster onder verdachte omstandigheden overlijdt, gaan Green en Fontana op onderzoek uit. Zij komen erachter dat zij is overleden omdat zij te veel plastische chirurgie heeft ondergaan en willen daarom de plastisch chirurg ondervragen. Hierdoor ontdekken zij dat de chirurg onnodige risico's heeft genomen, en het dossier heeft vervalst om dit te verbloemen. Branch eist van McCoy dat hij de chirurg aanklaagt voor de dood van de schrijfster. |                     |                    |                                           |                   | |
| 7. | Gov Love            | Michael Pressman   | Richard Sweren Ross Berger                | 10 november 2004  | Chris Sarandon - Howard Pincham Robin Thomas - gouverneur Michael Riordan Jeremy Webb - Devin Bradley Stephen Singer - Larry Levine Željko Ivanek - Richard Kaplan                                      |
| Wanneer de vrouw van de gouverneur tijdens een feest wordt vermoord gaan Green en Fontana op onderzoek uit. Zij komen in een wereld van ontrouw, hebzucht en corruptie. Als zij een verdachte kunnen oppakken dan lopen zij tegen een probleem aan, een getuige die meer weet kan niets zeggen omdat hij stiekem getrouwd is met de verdachte. Omdat dit een homohuwelijk is wil McCoy dit aanvechten, omdat dit in New York niet rechtsgeldig is, zodat de getuige toch kan getuigen. |                     |                    |                                           |                   | |
| 8. | Cry Wolf            | Don Scardino       | Nick Santora Lorenzo Carcaterra           | 17 november 2004  | José Zúñiga - Christoff Arthur J. Nascarella - Michael Ruffino Tom Mason - advocaat van Michael Ruffino Joe Piscopo - Jarret Whitestone David Lipman - rechter Morris Torledsky                         |
| Wanneer een politieke activist wordt vermoord gaan Green en Fontana op onderzoek uit. Zij komen uit bij een maffiabaas die volgens hen een huurmoordenaar heeft ingehuurd, dit omdat het slachtoffer een relatie met zijn vriendin had. Hij blijft volhouden dat hij niets met de moord te maken heeft, ook als net voor de rechtszaak zijn vriendin wordt vermoord. |                     |                    |                                           |                   | |
| 9. | All in the Family   | Jace Alexander     | William N. Fordes                         | 24 november 2004  | Mercedes Ruehl - Zina Rybakov Ileen Getz - Sydelle Greenblat Todd Gearheart - Mark Edleberg David Anzuelo - Stefano Granados Kevin O'Rourke - advocaat van Stefano Granados                             |
| Wanneer een juwelier wordt vermoord gaan Green en Fontana op onderzoek uit. Zij ontdekken dat de moord is gepleegd door een huurmoordenaar, en dat zij een tweetal verdachten hebben. Ten eerste hebben zij de Russische maffia die hem uit wilde schakelen omdat het hij over wilde lopen naar de federale aanklager, en ten tweede hebben zij de vrouw van het slachtoffer die ongelukkig was omdat hij een scheiding weigerde. McCoy moet nu uitzoeken wie de huurmoordenaar de opdracht gaf voor de moord. |                     |                    |                                           |                   | |
| 10. | Enemy               | Richard Dobbs      | Alfredo Barrios jr.                       | 1 december 2004   | Christopher Maher - Qaadar Khaleel Samrat Chakrabarti - Hydar Raheem Dylan Baker - Sanford Rems Lynn Cohen - rechter Elizabeth Mizener                                                                  |
| Wanneer een Afghaanse drugshandelaar wordt aangeklaagd voor een drugs gerelateerde bloedbad komt McCoy voor een probleem te staan. De verdachte claimt diplomatieke onschendbaarheid omdat hij voor de Amerikaanse regering undercover operaties heeft uitgevoerd in Afghanistan tegen terrorisme. |                     |                    |                                           |                   | |
| 11. | Fixed               | Ed Sherin          | Roz Weinman Eric Overmyer                 | 8 december 2004   | Dann Florek - Donald Cragen Tracy Thorne - Joyce Draper Adam LeFevre - dr. Evodius Peters David Margulies - dr. Jack Clayburg David Groh - dr. Jacob Lowenstein Marcia Jean Kurtz - Carla Lowenstein    |
| Wanneer een kindermoordenaar voorwaardelijke vrijheid heeft gekregen, en een aantal misdaden pleegt gaan Green en Fontana op onderzoek uit. Zij ontdekken een maatschappelijk werker in de gevangenis die de wet uit angst in eigen handen heeft genomen, en een experimentele therapie programma van de gevangenis. |                     |                    |                                           |                   | |
| 12. | Mammon              | Jace Alexander     | William N. Fordes Douglas Stark           | 5 januari 2005    | Daniel Sunjata - Kenny Tremont Andrea Roth - Marley Emerson Liza Colón-Zayas - Luisa John Benjamin Hickey - Aaron Solomon John Cariani - Julian Beck                                                    |
| Wanneer een rijke investeringsbankier wordt vermoord gaan Green en Fontana op onderzoek uit. Al snel verdenken zij een aannemer die het huisalarmsysteem van het slachtoffer heeft gesaboteerd, en hij had ook een affaire met de vrouw van het slachtoffer. |                     |                    |                                           |                   | |
| 13. | Ain't No Love       | Paris Barclay      | Richard Sweren Lois Johnson               | 12 januari 2005   | David Chandler - Melvin Silverman Richard Sheridan Willis - Neal Freedman Al Sapienza - Pete Jade Yorker - Anthony 'Psycho' Harrison                                                                    |
| Wanneer een muziekproducent van rapmuziek wordt vermoord gaan Green en Fontana op onderzoek uit. Zij richten hun onderzoek naar een jonge hiphopzanger, maar zijn beste vriend verklaart tijdens de rechtszaak dat hij de moordenaar is. Ondertussen maakt Southerlyn bezwaar tegen de werkwijze van McCoy, dit besluit Branch om haar te ontslaan. |                     |                    |                                           |                   | |
| 14. | Fluency             | Matthew Penn       | Nick Santora                              | 19 januari 2005   | Xander Berkeley - Clay Pollack Scott Decker - Mike Bass Robert Sedgwick - Elliot Peters Michael Marisi Ornstein - Sklar Kelly Coffield Park - Joanne Citron Jordan Charney - rechter Donald Karan       |
| Wanneer zestien mensen sterven aan de gevolge van de griep gaan Green en Fontana op onderzoek uit. Zij ontdekken dat deze mensen een griepprik hebben gehad en toch gestorven zijn, het blijkt dat het vaccin nep was. McCoy en zijn nieuwe assistente Borgia willen nu de leverancier van dit vaccin aanklagen voor doodslag. |                     |                    |                                           |                   | |
| 15. | Obsession           | Constantine Makris | Wendy Battles Alfredo Barrios jr.         | 9 februari 2005   | Dana Eskelson - Karen Nix Gerry Becker - Gerard Wills Joseph Cross - Will Shea Paula Devicq - Miranda Shea Marlyne Barrett - Alana Sinclair Timothy Adams - Tom McGrath                                 |
| Wanneer een conservatieve talkshowhost wordt vermoord gaan Green en Fontana op onderzoek uit. Zij ontdekken dat het slachtoffer verwikkeld was in een seksueel schandaal, en het onderzoek leidt hen naar de vrouw van het slachtoffer en een geobsedeerde stalker die verklaart dat hij een relatie heeft met de vrouw. McCoy denkt dat de stalker de vrouw heeft gemanipuleerd om hem te vermoorden. |                     |                    |                                           |                   | |
| 16. | The Sixth Man       | David Platt        | Lois Johnson Richard Sweren               | 16 februari 2005  | Joe Morton - Leon Chiles Poncho Hodges - Silas Inwood Lamman Rucker - Reggie Uggams William Charles Mitchell - coach Dyer                                                                               |
| Wanneer een man in zijn woning vermoord wordt gevonden gaan Green en Fontana op onderzoek uit. Zij ontdekken dat hij een fanatieke fan was van basketbal, en dat hij betrokken was bij een rel in een basketbalwedstrijd waar ook verschillende spelers bij betrokken waren. Zij verdenken nu een heetgebakerde speler van de moord, deze speler verklaart dat hij wel gestalkt werd door het slachtoffer maar dat hij hem niet vermoord heeft. McCoy gelooft hem niet en gaat hem toch voor de rechter brengen voor moord. |                     |                    |                                           |                   | |
| 17. | License to Kill     | Constantine Makris | Richard Sweren Stuart Feldman             | 23 februari 2005  | Mike Pniewski - Randall Stoller Julia Gibson - Selma Flanagan Michael Hyatt - advocate Julia Shinnear Matthew Stocke - Jude Rhodes M'el Dowd - mrs. Halduk                                              |
| Green en Fontana onderzoeken een verkeersongeval met dodelijke afloop, het blijkt dat deze auto opgejaagd werd door een andere automobilist. Het slachtoffer bleek een aantal mensen doodgeschoten te hebben en een jongen ontvoerd, de andere automobilist was hiervan getuige en wilde hem tot stoppen dwingen met fatale afloop. McCoy wacht nu een zware taak om deze automobilist te vervolgen voor doodslag, de publieke opinie keert nu tegen hem. |                     |                    |                                           |                   | |
| 18. | Dining Out          | Jean de Segonzac   | Davey Holmes                              | 2 maart 2005      | Kamar De Los Reyes - Herberto Moretti Susan Wands - Sara Jobson Scott Bryce - Steve Taylor Wendie Malick - advocate Dressler Jason Sklar - Barry Finneran Randy Sklar - Max Finneran                    |
| Wanneer de directeur van een tv-station wordt vermoord gaan Green en Fontana op onderzoek uit. Zij komen uit bij de gastheer van een kookprogramma bij het tv-station en arresteren hem. McCoy denkt een makkelijke rechtszaak te krijgen maar krijgt dan toch een verrassing, de gastheer pakt de jury in met zijn charmes en het lijkt erop dat de jury hem vrij wil spreken. |                     |                    |                                           |                   | |
| 19. | Sects               | Richard Dobbs      | Frank Pugliese                            | 30 maart 2005     | Austin Lysy - Richard 'Daniel' Ranson David Thornton - Lionel Granger Marisa Ryan - Stacey Ranson Merritt Wever - Sunshine Porter Clifford David - Oswald Jackson                                       |
| Een moord/zelfmoord onderzoek leidt Green en Fontana naar een religieuze sekte dat pedofilie promoot. McCoy wil de leider van de sekte aanklagen voor pedofilie maar het valt niet mee om een aanklacht te vormen met bewijzen tegen hem. |                     |                    |                                           |                   | |
| 20. | Tombstone           | Eric Stoltz        | Rick Eid                                  | 13 april 2005     | Fritz Weaver - Nathan Fogg Paul Fitzgerald - Ron Drexler Robert Clohessy - Kenny Peluso Jonathan Walker - Stuart Arlen Linda Emond - Rosalie Helton                                                     |
| Wanneer een advocate vermoord wordt gevonden in een prestigieus advocatenkantoor gaan Green en Fontana op onderzoek uit. De rechercheurs vermoeden dat een van haar voormalige geliefden de dader is, echter DNA wijst een collega aan als de dader. Tijdens de rechtszaak raakt Green zwaargewond tijdens het begeleiden van een onwillege getuige. |                     |                    |                                           |                   | |
| 21. | Publish and Perish  | Constantine Makris | Tom Szentgyorgi                           | 20 april 2005     | Kevin Dunn - Arnie MacLaren Paul Schulze - Pete Milligan Randy Graff - Helen DeVries Helen Carey - Charlotte Swan Guy Boyd - Elston Norrell                                                             |
| Wanneer een pornoactrice wordt vermoord dan gaan Green en zijn tijdelijke nieuwe partner Falco op onderzoek uit. Als zij een verdachte vinden wordt deze ook vermoord en dan ontdekken zij een connectie tussen beide slachtoffers en een politiek ambitieuze ex-politiecommissaris. |                     |                    |                                           |                   | |
| 22. | Sport of Kings      | Michael Pressman   | Richard Sweren Nick Santora Wendy Battles | 4 mei 2005        | Scott Wilson - Ben Chaney Jayne Atkinson - advocate Hammond Murphy Guyer - Cass Holliman Thomas G. Waites - Burton Fenster Lois Smith - mrs. Varick Reg Rogers - Edgar Varick                           |
| Wanneer een Panamese jockey wordt vermoord gaan Falco en Fontana op onderzoek uit. Het onderzoek leidt hen naar een zakenman die beschuldigd wordt van stelen uit het pensioenfonds van zijn bedrijf om zijn luxe leven te bekostigen. |                     |                    |                                           |                   | |
| 23. | In God We Trust     | David Platt        | Richard Sweren                            | 11 mei 2005       | Jim True-Frost - Bruce Elwin Mimi Lieber - Wendy Weiss Dena Tyler - Nancy Harvard Michael Louis Wells - Matthew 'Kevin' Clemens Debra Monk - rechter Michael Mulheren - rechter Taylor                  |
| Wanneer een brandweerman omkomt bij een brand gaan Falco en Fontana onderzoeken of er brandstichting in het spel was. Tijdens hun onderzoek vinden zij een moordwapen dat gebruikt is bij een racistische moord negen jaar geleden. Zij vinden de dader die deze moord toen heeft gepleegd en deze bekent dit aan de rechercheurs. Tijdens de rechtszaak wil de advocaat van de verdachte hem vrijpleiten, dit omdat hij na de moord een gelovig mens is geworden en dat hij zijn boete al heeft gedaan. |                     |                    |                                           |                   | |
| 24. | Locomotion          | Matthew Penn       | Roz Weinman                               | 18 mei 2005       | Joseph Lyle Taylor - Davey Matte Osian - James Buckley Giancarlo Esposito - Rodney Fallon John Boyd - Zach Burns Guiesseppe Jones - Atkinson                                                            |
| Een man wilde zelfmoord plegen en veroorzaakt een treinongeluk met twaalf doden tot gevolg, hijzelf overleeft het. McCoy wil hem aanklagen voor moord maar zijn advocaat wil hem krankzinnig verklaren om zo een strafregeling te kunnen afspreken met McCoy. De verdachte is het hier niet mee eens, en ontslaat zijn advocaat om hierna zichzelf te verdedigen in de rechtbank. Hij probeert uit alle macht om zichzelf niet te laten veroordelen op krankzinnigheid. |                     |                    |                                           |                   | |